# Europabrücke (Brenner Autobahn)
Die Europabrücke ist das Kernstück der österreichischen Brenner Autobahn A 13. Mit einer Höhe von 190 m über Grund war sie zum Zeitpunkt ihrer Fertigstellung 1963 für rund 10 Jahre die höchste Brücke Europas. Ihr höchster Pfeiler war mit einer Höhe von 146,5 m der höchste Brückenpfeiler der Welt. Sie ist nach wie vor die höchste Brücke Österreichs.

## Lage
Etwa 7 km südlich von Innsbruck überspannt die Brücke das Wipptal zwischen Patsch und Schönberg. Östlich der Brücke liegt die Anschlussstelle Patsch-Igls der Brenner Autobahn bei Patsch, westlich der Europabrücke-Parkplatz (Gemeindegebiet Schönberg) mit der  Europakapelle. Unter der Brücke stehen die Gebäude des von der Sill angetriebenen Sillwerks, etwas höher verlaufen am linken Talhang die Brennerstraße B 182 und am rechten Talhang, teilweise im Tunnel, die Gleise der Brennerbahn.

## Geschichte

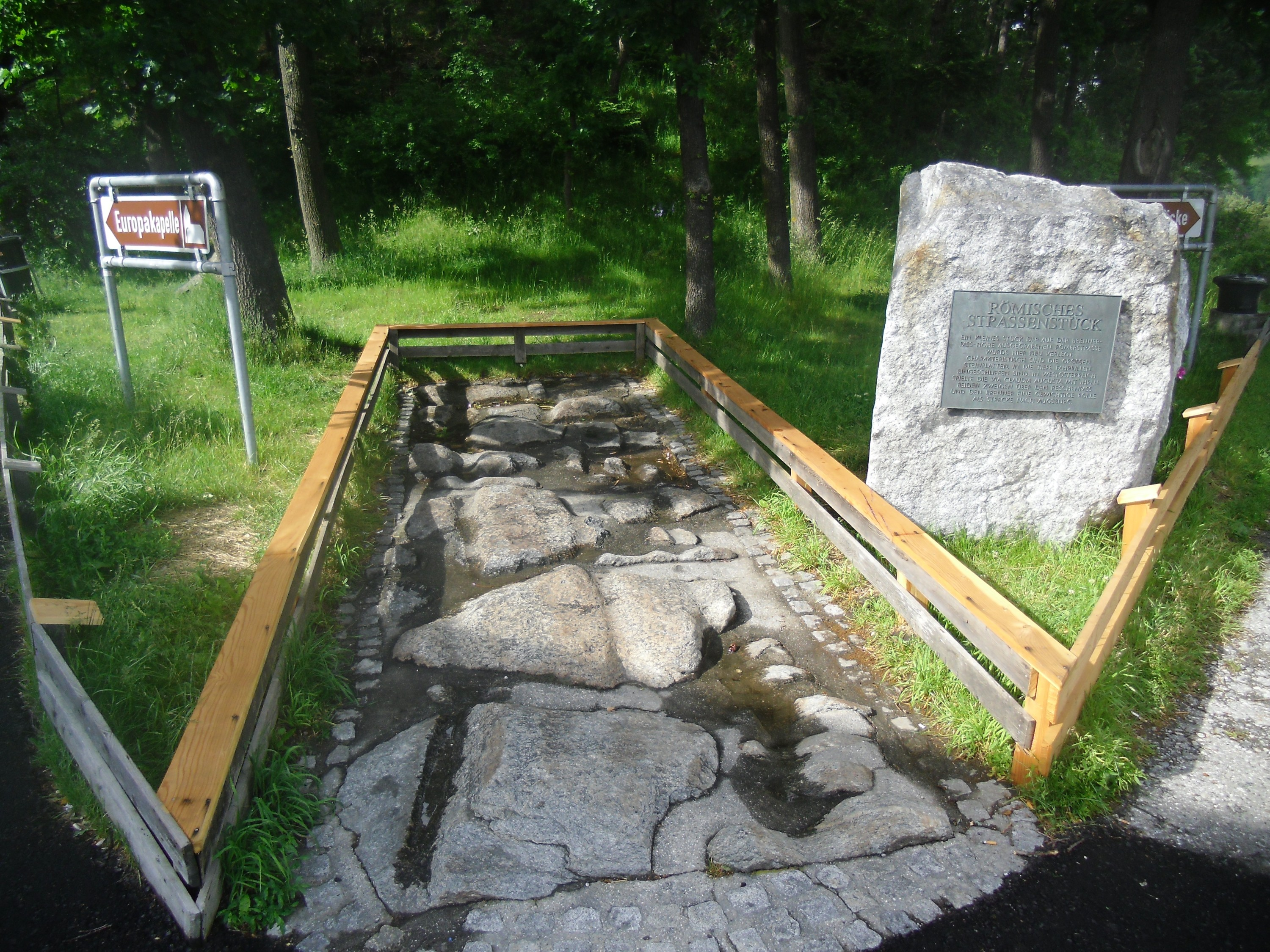
Römisches Straßenstück am Parkplatz Europabrücke: Steinplatten mit Fahrrillen. (am Brennerpass freigelegt und hierher transferiert) (2012)

Der Weg über den Brenner ist eine der wichtigsten Altstraßen Mitteleuropas. Die Trasse der Via Raetia der Römerzeit wählte für die erste Etappe den steilen Anstieg über Unterberg (Stephansbrücke) nach Schönberg auf der linken, am Unterlauf verkehrsgünstigen Talseite. Dem folgten auch alle weiteren Wege, bis hin zur Brennerstraße.

### Planung

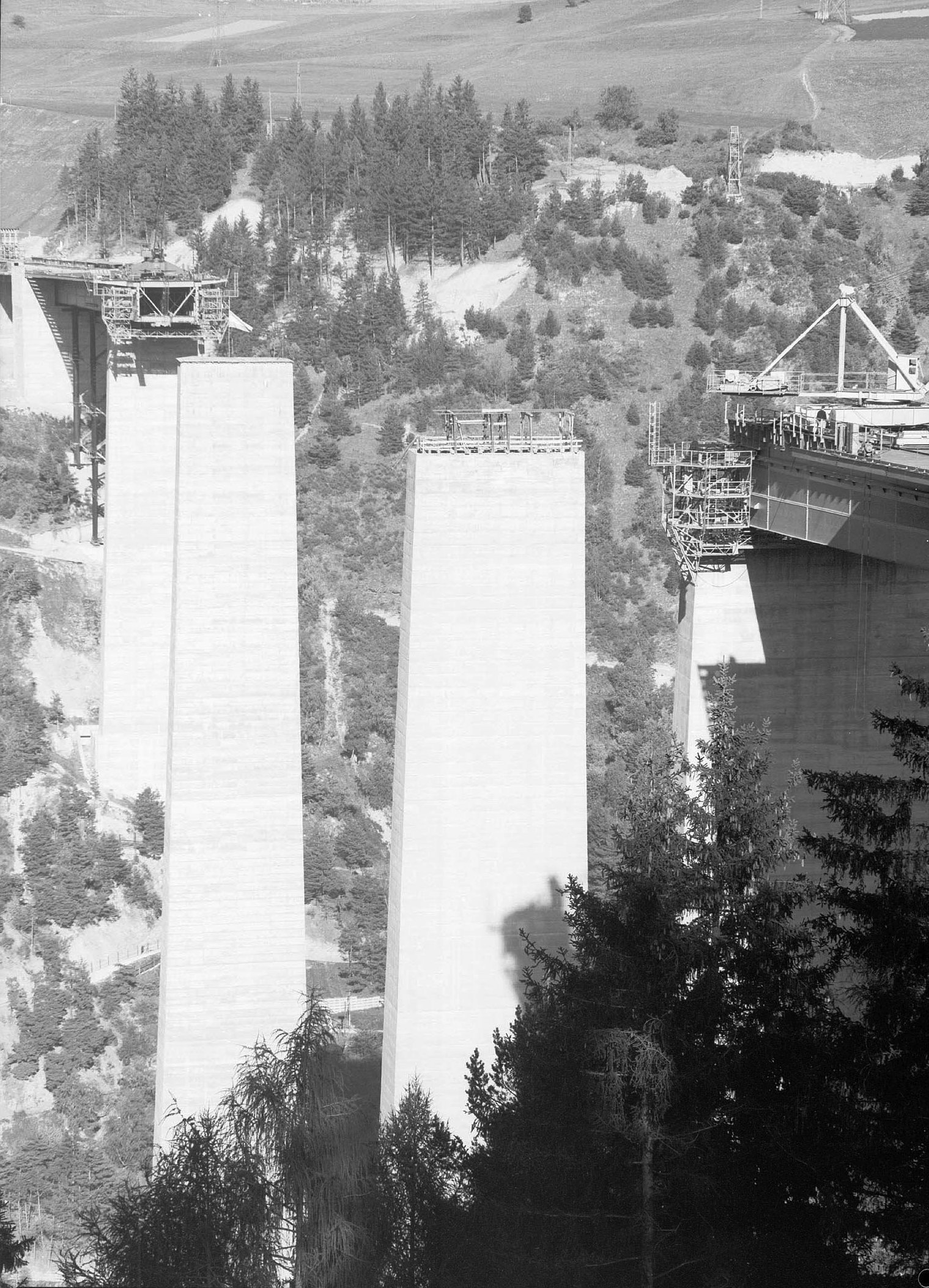
Die Europabrücke im Bau (1962)

1957 wurde das erste Mal die Errichtung einer Autobahn über die Alpen erwogen. Zwischen Innsbruck und dem Brenner musste über die Strecke von 34,5 km ein Höhenunterschied von 772 m bewältigt werden, die maximale Steigung der Trasse sollte jedoch 6 % nicht übersteigen. Daher war ein früherer Anstieg entlang der Sill notwendig, der genauso wie bei der Brennerbahn nur rechts der Sill sinnvoll schien.
Im Lauf der 1960er Jahre wurde dieses Vorhaben mit dem Bau der Gebirgsautobahn über den Brenner umgesetzt. Ursprünglich war das Brückenbauwerk Europabrücke in der Planung der Brennerautobahn nicht vorgesehen. Aufgrund von Interventionen der Schönberger Bürger, die sich von der Autobahn eine Belebung des Tourismus für das Stubai erhofften, wurde der Straßenverlauf auf einen Talseitenwechsel geändert, was den Bau der Europabrücke zur Konsequenz hatte.
Der für die Ausschreibung vom Dezember 1958 erstellte amtliche Vorentwurf sah eine vierspurige Brücke mit einem 17 m hohen Strebenfachwerk vor. Mit den Angeboten wurden eine Reihe Alternativangebote eingereicht, unter anderem eine Rohrbogenbrücke mit einer Spannweite von 410 m, Stahlbetonbögen mit Spannweiten von 280 und 270 m sowie die von Waagner-Biro und VÖEST geplante Hohlkastenbrücke, die zur Ausführung kam.
Während der Vergabe wurde bergwärts eine zusätzliche Kriechspur angeordnet und die Brücke deshalb von 20,00 m auf 21,60 m verbreitert. Im Laufe der Detailplanung erfolgten weitere Änderungen, wie die Anordnung von Leitplanken im mittleren Trennstreifen. Nach eingehenden Studien und Berechnungen wurde die Fahrbahnplatte erneut verbreitert, nun auf 22,20 m. Damit erhielt die Brücke neben den vier Fahrspuren bergwärts eine Kriechspur und beidseits durch Leitplanken geschützte schmale Gehwege. Die bergwärts führende Fahrbahn war zwischen den Leitplanken 10,60 m breit, die talwärts führende Fahrbahn nur 8,30 m, so dass der mittlere Trennstreifen etwas seitlich von der Brückenachse verlief.

### Bau
Am 25. April 1959 wurde mit dem Spatenstich durch den Bundesminister für Handel und Wiederaufbau, Fritz Bock, und den Landeshauptmann von Tirol, Hans Tschiggfrey, der Bau der Brücke begonnen. Dabei erhielt das bis dahin als Sillbrücke III bezeichnete Bauvorhaben den Namen Europabrücke.
Am 17. November 1963 wurde die Brücke von Bundeskanzler Alfons Gorbach mit den Worten „[…] verbinde in Frieden und Freiheit die Völker Europas […]“ für den Verkehr freigegeben.
Seitdem wurde die Brücke vielfach verstärkt und saniert.

### Neubau
In der ersten Jahreshälfte 2023 wurden erstmals bei der Präsentation des Bauprogramm-Konzepts für das Wipptal 2029–2047  seitens der Asfinag Pläne bekannt, wonach die Europabrücke wegen Erreichung des Endes ihrer Lebensdauer zwischen 2040 und 2044 durch einen Neubau ersetzt werden soll.

## Windkraftnutzung
Am 16. Mai 2023 gingen erstmals 8 Mikrowindturbinen der Asfinag an den Brückenpfeilern in Betrieb.
Erwartet werden 5000 kWh Strom Jahreserzeugung. Diese können in der Mautstelle Patsch genutzt werden.

## Beschreibung

### Allgemeines
Das insgesamt 815 m lange Brückenbauwerk besteht aus einer am Widerlager Patsch beginnenden 120 m langen Vorlandbrücke aus Spannbeton, einem Übergangsbauwerk und der 657 m langen Hauptbrücke mit fünf Stahlbeton-Pfeilern und einem Fahrbahnträger aus einer orthotropen Platte auf einem stählernen Hohlkasten. Die Hauptbrücke endet am Widerlager Schönberg.
Mit einer Höhe von 190 m über der Sill war sie die höchste Brücke Europas, bis sie insofern 1973 von dem Mala-Rijeka-Viadukt und 1974 vom Viadotto Italia und vom Viadotto Sfalassà in Kalabrien abgelöst wurde.
Die Vorlandbrücke beschreibt im Grundriss einen Bogen mit einem Radius von 400 m, der kurz vor dem Übergangsbauwerk in eine Klothoide übergeht. Dieser Übergangsbogen reicht noch 39 m weit in das zweite Feld der Hauptbrücke. Auch das Widerlager Schönberg steht in einem Übergangsbogen, der etwa in der Mitte des letzten Feldes vor dem Widerlager beginnt.
Die Fahrbahn hat auf ihrer ganzen Länge Richtung Innsbruck ein Gefälle von 4,05 %.
Die Breite von anfänglich 22,20 m wurde 1984 um 1,2 m je Seite auf insgesamt 24,6 m vergrößert. Seither hat die Brücke je Fahrtrichtung drei Fahrstreifen, wovon der jeweils rechte als Kriechspur für den dichten Schwerverkehr dient, sowie beidseits einen von hohen Zäunen eingefassten Gehsteig.

### Vorlandbrücke
Die Vorlandbrücke hat einen als Durchlaufträger ausgeführten, 120 m langen Fahrbahnträger aus einer siebenzelligen Hohlplatte aus Spannbeton, der im Grundriss einen Bogen mit einem Radius von 400 m beschreibt. Als Unterstützung dienen drei Stahlbeton-Pendelwände; die 65 cm dick und bis zu 15 m hoch sind. Die Stützweiten zwischen dem Widerlager Patsch und dem Übergangsbauwerk betragen 27 + 33 + 33 + 27 m.

### Pfeiler
Die Hauptbrücke ruht auf fünf Stahlbeton-Pfeilern, wobei der mittlere Pfeiler mit 146,5 m der höchste ist. Er war bei seiner Fertigstellung der höchste Brückenpfeiler in Massivbauweise der Welt, bis er 1974 von den 150 m hohen Pfeilern des Viadotto Rago in Kalabrien übertroffen wurde. Die Pfeiler haben einheitlich einen Anzug von 2,5 %, d. h. ihr Querschnitt verjüngt sich mit zunehmender Höhe. Sie haben einen dreizelligen Hohlquerschnitt, wobei die beiden Innenwände einheitlich 45 cm dick sind, während die Dicke der Außenwände von 55 cm auf 35 cm abnimmt. Die Wände sind innen durch waagerechte Querrahmen im Abstand von 20 cm gegeneinander ausgesteift.
Die Pfeilerachsabstände betragen 81 + 108 + 198 + 108 + 81 + 81 m. Der Überbau ist auf den Pfeilern II und III zu beiden Seiten der Hauptspannweite fest gelagert, sonst auf Rollenlagern.

### Überbau
Der 657 m lange Überbau der Hauptbrücke besteht aus einem durchlaufenden stählernen Hohlkasten mit einer orthotropen Fahrbahnplatte. Der Hohlkasten ist 10,0 m breit und über der 198 m weiten Hauptöffnung gleichbleibend 7,7 m hoch. Außerhalb der Hauptöffnung nimmt seine Höhe gleichmäßig ab bis auf 5,6 m beim Widerlager Patsch und auf 4,7 m beim entfernteren und höher gelegenen Widerlager Schönberg. Ursprünglich kragte die orthotrope Fahrbahnplatte beidseits 6,10 m weit aus, seit der 1984 erfolgten Verbreiterung um 7,30 m. Der Überbau wurde im Freivorbau erstellt. Der inzwischen mehrfach erneuerte Fahrbahnbelag war ursprünglich ein 5 cm starker Bitumenbelag.
Zur Inspektion der Unterseiten des Überbaus wurde zunächst ein Besichtigungswagen gebaut, der an Schienen fährt, die knapp unter der Tragplatte an den Seiten des Hohlkastens angebracht sind. Er kann in der Höhe auf die abnehmende Höhe des Hohlkastens eingestellt werden. Um die Pfeiler zu passieren, wird er in der Mitte geteilt und die beiden Hälften seitlich ausgeschwenkt. Dazu müssen die Hälften über die kurze Strecke oberhalb der Pfeiler auch auf einer zweiten Schiene im unteren Bereich der Hohlkastenwände fahren. Später wurde er durch einen zweiten ergänzt. Beide wurden 1996 überarbeitet und verbessert.

### Massen
Für den Bau der Europabrücke betrug der Erd- und Felsaushub 55.000 m³, verbaut wurden 70.000 m³ Beton, 1400 Tonnen Bewehrungsstahl, 60 Tonnen Spannstahl, die Stahlkonstruktion wird mit 6000 Tonnen, der Fahrbahnbelag mit 3150 Tonnen angegeben.

## Verkehr
Die Brennerautobahn ist eine der wichtigsten Nord-Süd-Verkehrsadern Europas, dementsprechend hoch ist das Verkehrsaufkommen: für das Jahr 2001 wurden ein durchschnittlicher Tagesverkehr (DTV) von circa 40.000 und eine Spitzenbelastung von über 70.000 Kraftfahrzeugen pro Tag angegeben bei einem Anteil des Schwerverkehrs von 15,9 %.

## Wissenswertes
Der Bau der Brücke und der Autobahn forderte 23 Menschenleben. Offensichtlich in Unkenntnis der Tatsache, dass die Pfeiler hohl sind, hält sich hartnäckig die moderne Sage, dass es beim Hochziehen der Pfeiler nicht möglich gewesen sei, verunglückte Arbeiter zu bergen, da ansonsten die Statik beeinträchtigt worden wäre. Dementsprechend will die Legende, dass in den Pfeilern der Brücke einige Bauarbeiter mit einbetoniert worden seien, nicht verstummen. Eine literarisch fiktionale Bearbeitung der Mythen um die Europabrücke ist auch im Buch zur Landesausstellung 05 Tirol, Südtirol, Trentino in Galtür erschienen.
Die Europabrücke ist Gegenstand zahlreicher künstlerischer Darstellungen und ein beliebtes Fotomotiv (der bequemste Standort ist bei der Kapelle am oberen Parkplatz). Sie ist zudem das Motiv einiger Briefmarken. Ihre Bauart samt der Konstruktion des Unterbaus ist von der „alten Brennerstraße“ einzusehen, die sich in vielen Serpentinen zu Füßen der Brückenpfeiler hochwindet.
Im Raumverteidigungsplan des Kalten Krieges spielte die Brücke, so wie die gesamte A 13, eine wichtige taktische Rolle, sie ist daher immer noch mit mehreren militärischen Sperreinrichtungen und Sprengschächten ausgestattet.

## Galerie

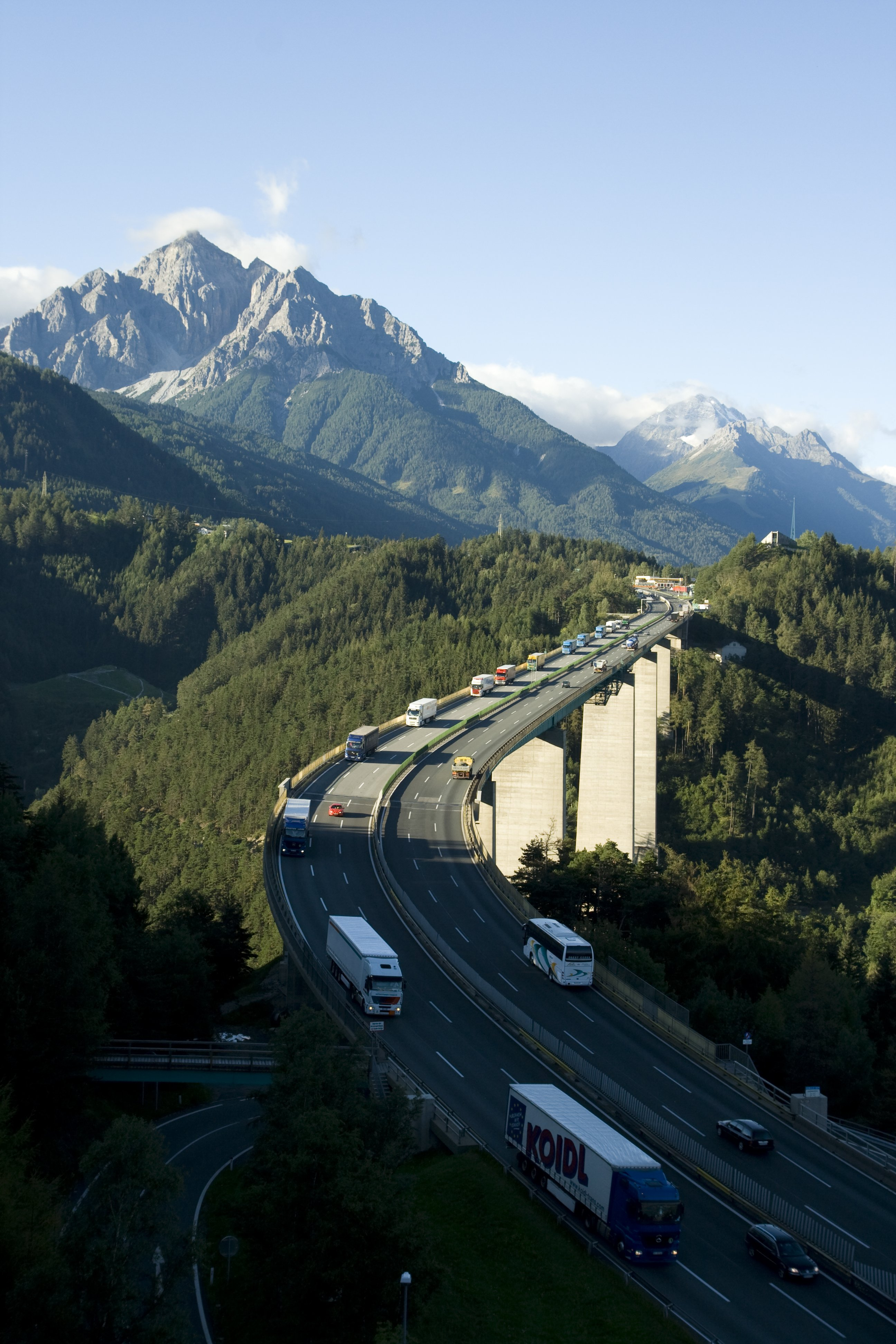
Europabrücke mit Serles im Hintergrund
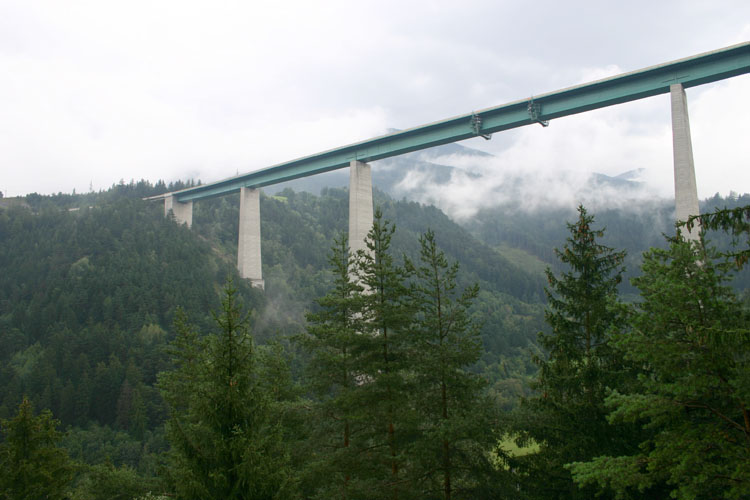
Blick von der Brennerbundesstraße auf die Europabrücke
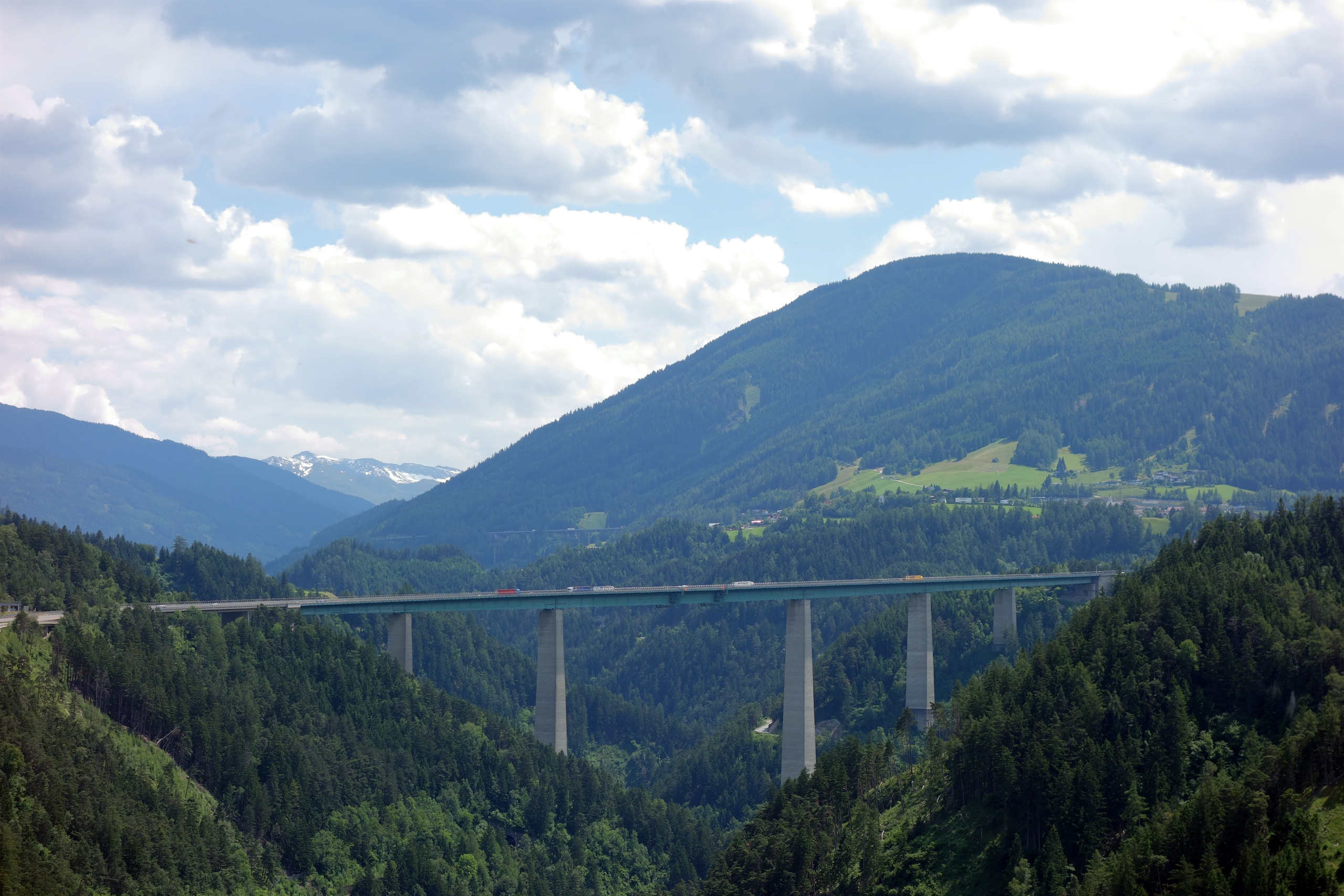
Blick auf die Europabrücke (Richtung Süden)
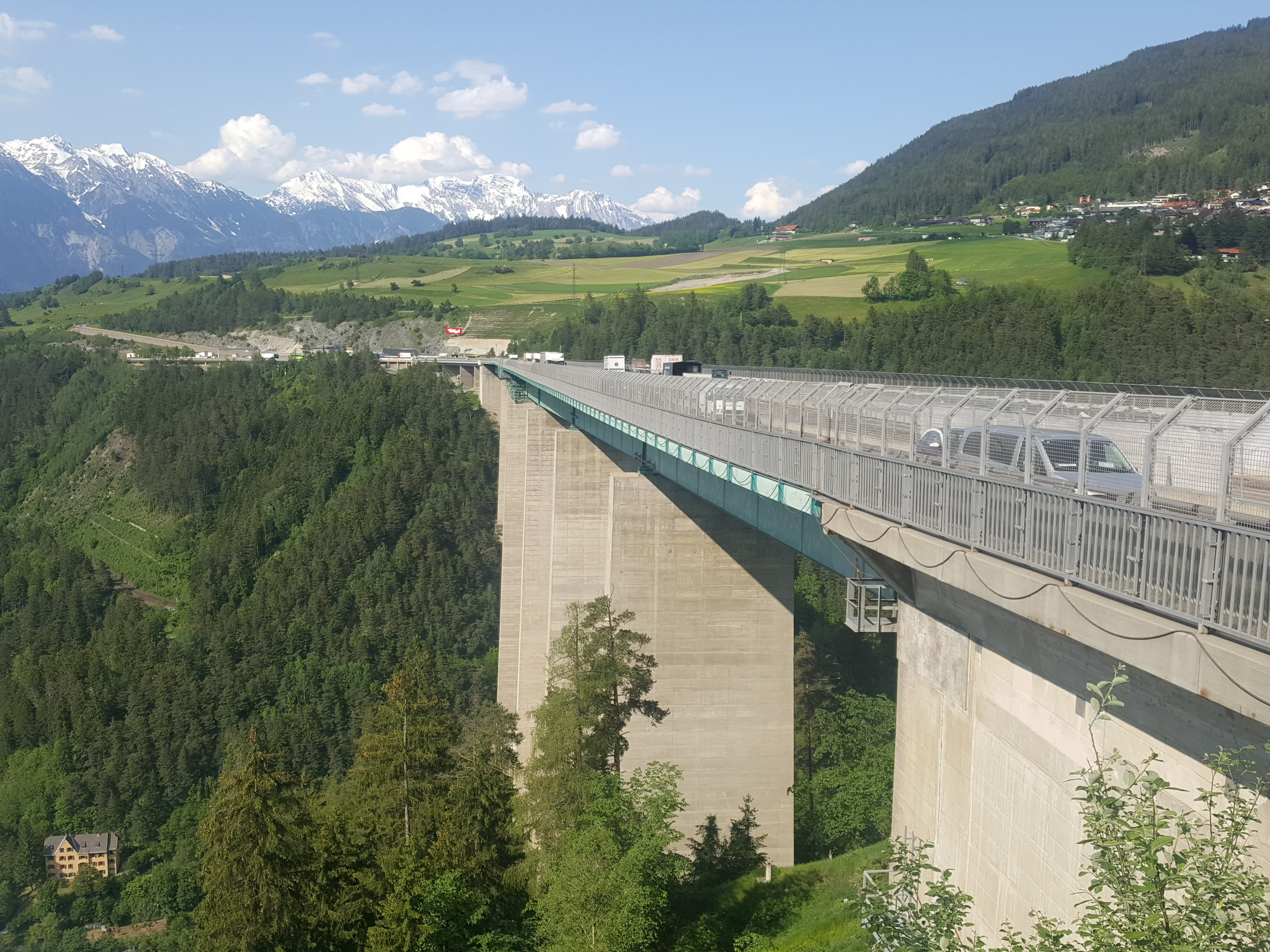
Europabrücke in Blickrichtung Norden
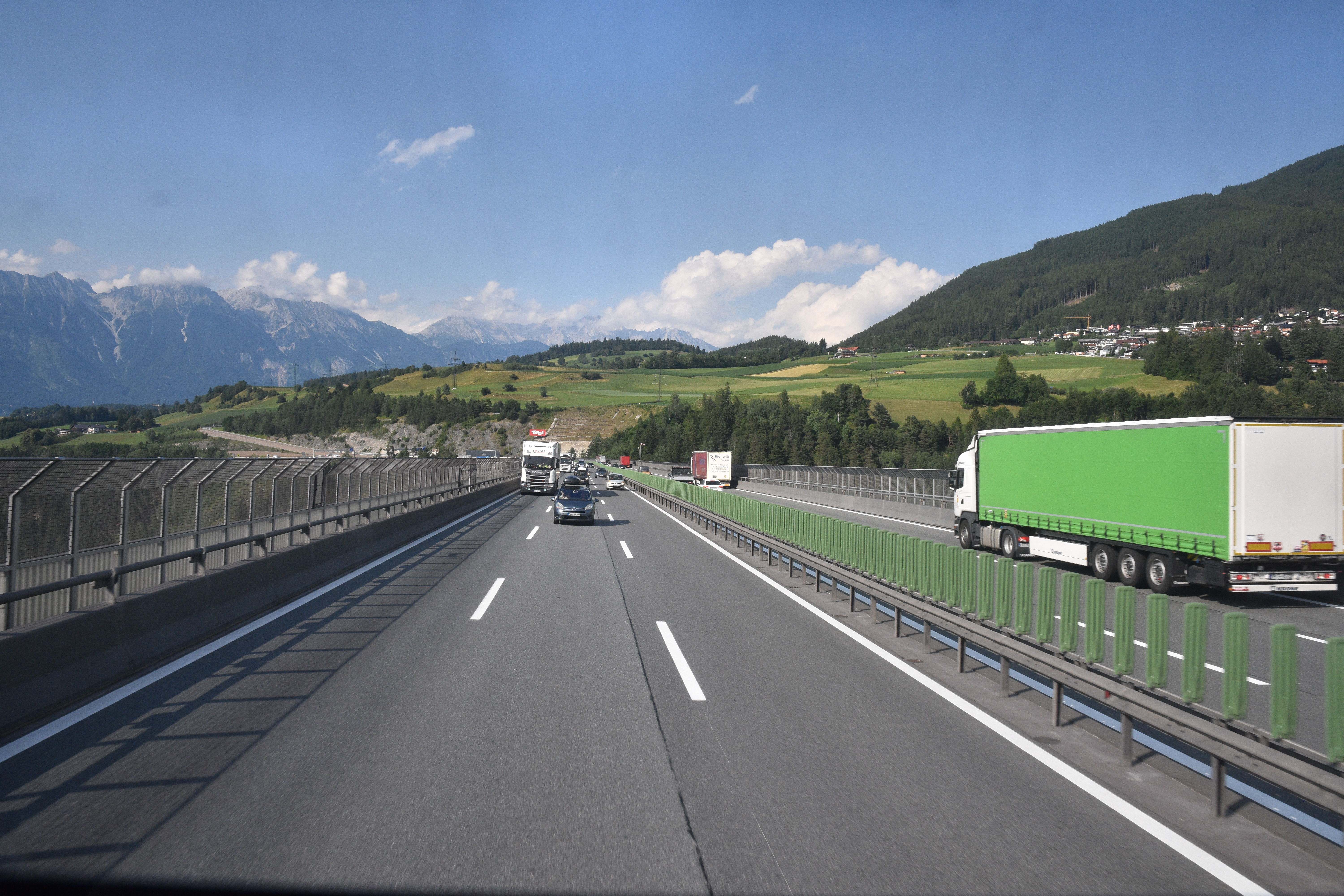
Fahrt auf der Europabrücke
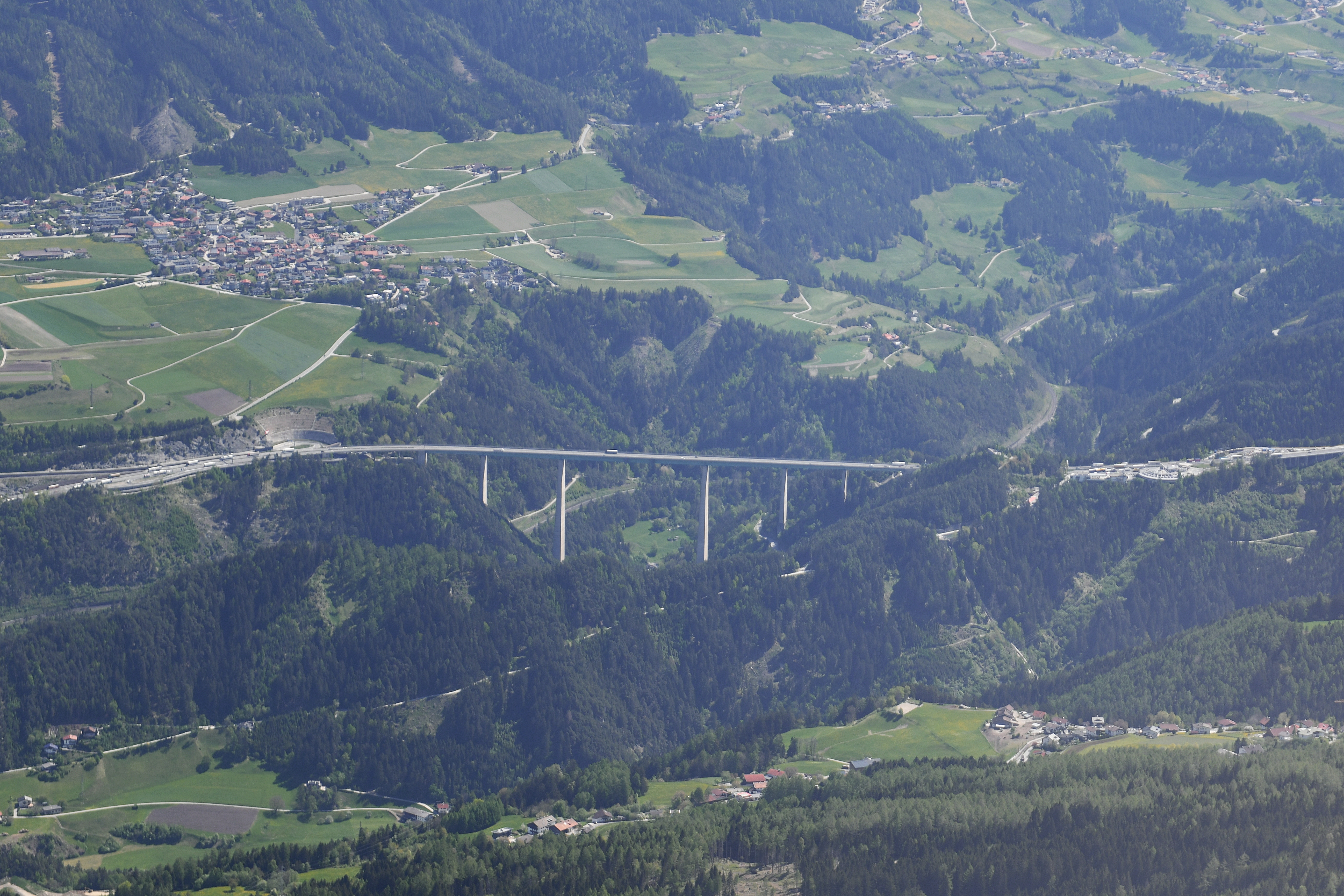
Luftaufnahme der Brücke